# Équipe des îles Marshall féminine de basket-ball
Maillots
Actualités
L'équipe des Îles Marshall féminine de basket-ball, est la sélection des meilleures joueuses Marshallaise de basket-ball. Elle est placée sous l'égide de la Fédération des Îles Marshall de basket-ball.
En 1999, elle rejoint la FIBA, plus tard la FIBA Océanie.

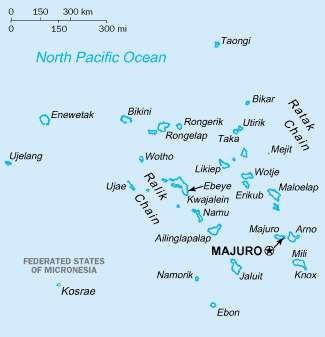
Carte des Îles Marshall

## Palmarès

### Basket-ball aux Jeux olympiques
Vierge (0/11)

### Championnat du monde de basket-ball féminin
Vierge (0/17)

### Championnat d'Océanie de basket-ball féminin
Vierge (0/17)

### tournoi d'Océanie de basket-ball féminin
Vierge (0/7)

### Parcours au tournoi de Basketball aux Jeux du Pacifique
| Année | Position | Match | Victoire | Nul | Défaite | pagné marqué | pagné encaissé |
| ----- | -------- | ----- | -------- | --- | ------- | ------------ | -------------- |
| 1966  | X        | -     | -        | -   | -       | -            | -              |
| 1969  | X        | -     | -        | -   | -       | -            | -              |
| 1971  | X        | -     | -        | -   | -       | -            | -              |
| 1975  | X        | -     | -        | -   | -       | -            | -              |
| 1979  | X        | -     | -        | -   | -       | -            | -              |
| 1983  | X        | -     | -        | -   | -       | -            | -              |
| 1987  | X        | -     | -        | -   | -       | -            | -              |
| 1991  | X        | -     | -        | -   | -       | -            | -              |
| 1995  | X        | -     | -        | -   | -       | -            | -              |
| 1999  | X        | -     | -        | -   | -       | -            | -              |
| 2003  | X        | -     | -        | -   | -       | -            | -              |
| 2007  | X        | -     | -        | -   | -       | -            | -              |
| 2011  | X        | -     | -        | -   | -       | -            | -              |
| 2015  | X        | -     | -        | -   | -       | -            | -              |
| 2019  | X        | -     | -        | -   | -       | -            | -              |
| Total | X        | 0     | 0        | 0   | 0       | 0            | 0              |

### Parcours au tournoi de Basketball aux Jeux de la Micronésie
| Année | Position | Match | Victoire | Nul | Défaite | pagné marqué | pagné encaissé |
| ----- | -------- | ----- | -------- | --- | ------- | ------------ | -------------- |
| 2006  | X        | -     | -        | -   | -       | -            | -              |
| 2010  | X        | -     | -        | -   | -       | -            | -              |
| 2014  | 2e       | 8     | 4        | 0   | 4       | 477          | 484            |
| 2018  | X        | -     | -        | -   | -       | -            | -              |

## Nations/États rencontrées
| Adversaire             | Joués | Victoires | Matchs nuls | Défaites | Buts pour | Buts contre |
| ---------------------- | ----- | --------- | ----------- | -------- | --------- | ----------- |
| Guam                   | 2     | 0         | 0           | 2        | 77        | 154         |
| Pohnpei                | 2     | 1         | 0           | 1        | 120       | 121         |
| Îles Mariannes du Nord | 1     | 0         | 0           | 1        | 59        | 69          |
| Nauru                  | 1     | 1         | 0           | 0        | 86        | 72          |
| Palaos                 | 1     | 1         | 0           | 0        | 65        | 37          |
| Chuuk                  | 1     | 1         | 0           | 0        | 70        | 31          |
| Total                  | 8     | 4         | 0           | 4        | 477       | 484         |